# Горд'яр
Горд'я́р (рос. Гордъяр) — присілок в Глазовському районі Удмуртії, Росія.

## Населення
Населення — 17 осіб (2010; 37 в 2002).
Національний склад станом на 2002 рік:
- удмурти — 97 %

## Урбаноніми[3]
- вулиці — Горд'ярська